# PHENIX

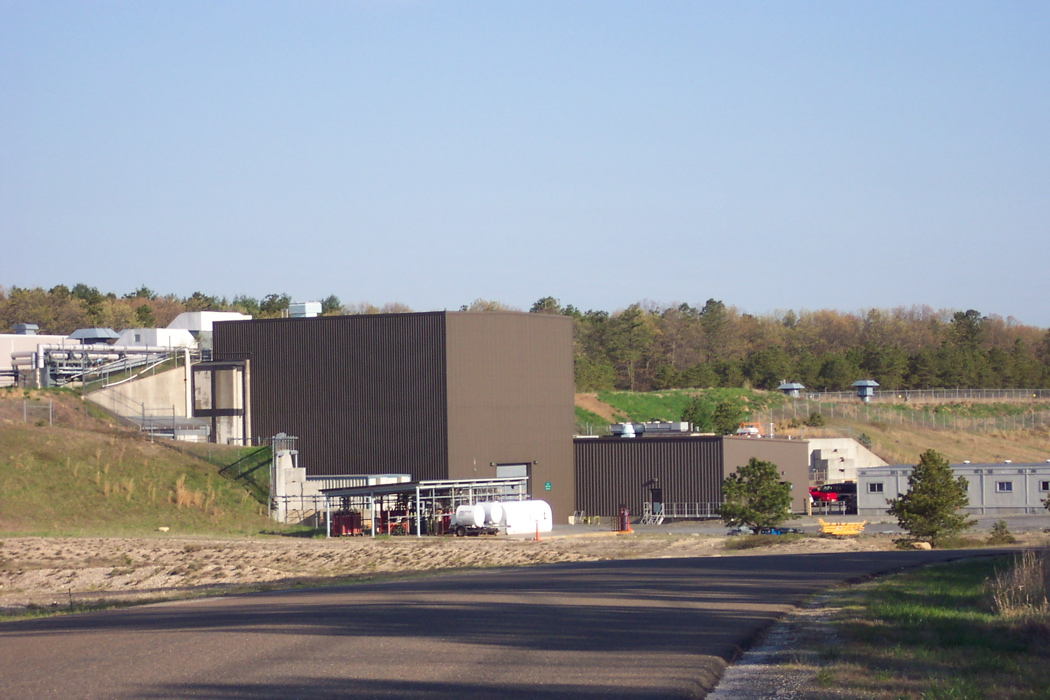
PHENIX-Experimentierhalle am RHIC auf Long Island

PHENIX (Akronym für Pioneering High Energy Nuclear Interactions eXperiment) ist eines der vier Experimente, die am Brookhaven National Laboratory nach dem Quark Gluon Plasma forschen. PHENIX konzentriert sich dabei auf die Vermessung leptonischer und elektromagnetischer Observablen (im Gegensatz zu STAR, das nach hadronischen Signalen sucht). PHENIX ist zudem dazu konzipiert, die Spin-Struktur des Protons zu untersuchen.
PHENIX besteht aus vielen verschiedenen Detektoren. Photonen, Leptonen und auch Hadronen bei mittlerer Rapidität werden mit dem zentralen Spektrometer gemessen, während Myonen in Vorwärtsrichtung von einem Myonenspektrometer gemessen werden, das sich in Strahlrichtung auf beiden Seiten des Kollisionspunktes befindet.
An dem Experiment arbeiten (Stand 2005) 550 Wissenschaftler aus 62 Instituten aus 13 Ländern mit. Aus Deutschland ist die Universität Münster an PHENIX beteiligt.
Sprecherin des Experiments war 2007 bis 2012 Barbara Jacak.

## Einzelne Detektoren

### Globale Detektoren

#### Beam-Beam-Counter
Die beiden identischen Beam-Beam-Counter (BBC) befinden sich in Strahlrichtung auf beiden Seiten des Kollisionspunktes. Der Detektor besteht auf Quarz-Cherenkov-Detektoren und dient dazu, Zeit und Ort und weitere Parameter einer Teilchenkollision zu bestimmen.

#### Zero-Degree-Calorimeter
Die beiden identischen Zero-Degree-Calorimeter (ZDC) befinden sich ebenfalls in Strahlrichtung, aber in deutlich größerem Abstand (18,25 m) als die BBC. Der Detektor unterstützt die BBC bei der Bestimmung der Zentralität von Kollisionen.

#### Multiplicity-Vertex-Detector
Der Multiplicity-Vertex-Detector (MVD) umgibt die Kollisionsregion. Dieser hochsegmentierte Silizium-Detektor misst die Vertexposition mit hoher Präzision und dient ebenso zur Bestimmung der Anzahl der Teilchen.

### Zentrales Spektrometer

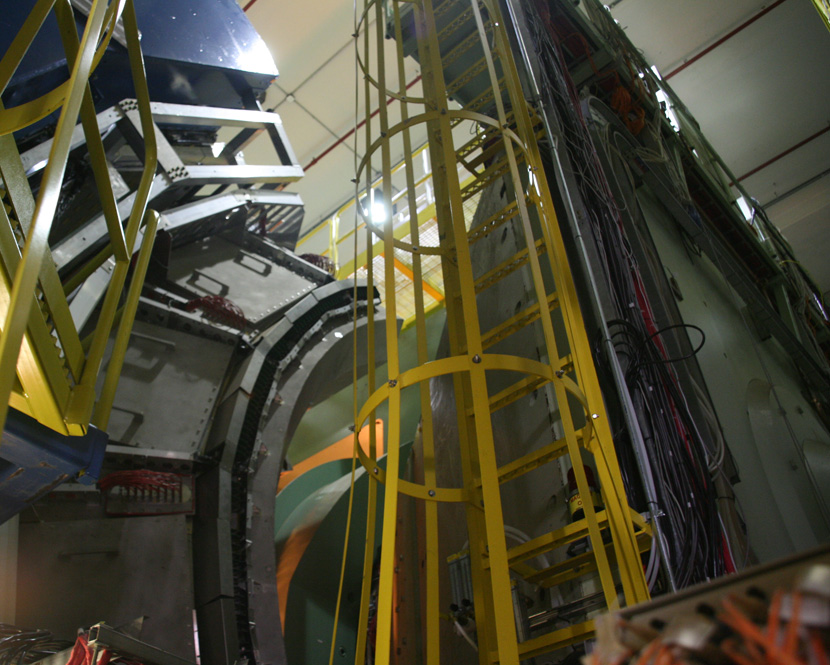
Westarm des zentralen Spektrometers (links) sowie nördliches Myonenspektrometer (rechts) im Februar 2007

Das Zentrale Spektrometer ist konzentrisch um die Strahlachse am Kollisionspunkt angeordnet. Es besteht aus zwei Armen (Ostarm und Westarm), die jeweils einen Azimuthalwinkel von 90 Grad abdecken. Im Zentralen Spektrometer befindet sich ein großer Magnet.

#### Drift Chamber
Der innerste Detektor des Zentralen Spektrometers ist die Driftkammer (DC). Sie hilft dabei, die Position geladener Teilchen und ihre Ablenkung im Magnetfeld zu messen.

#### Pad Chamber
An die Driftkammer schließt sich in beiden Armen eine erste Padkammer (PC) an. Weitere Padkammern befinden sich in beiden Armen vor dem Kalorimeter (s. u.), im Westarm liegt zudem ein solcher Detektor direkt hinter dem RICH (s. u.). Die Padkammer hilft dabei, die Spuren geladener Teilchen zu rekonstruieren, außerdem dient sie als Veto-Detektor für solche Teilchen vor dem Kalorimeter.

#### Ring Imaging Čerenkov Detector
Hinter der ersten PC befindet sich in beiden Armen ein Ring Imaging Čerenkov Detector (RICH). Dieser Detektor kann mit Hilfe der Lichtkegel der Čerenkovstrahlung, die ringförmig auf Spiegel im Detektor treffen, Elektronen und geladene Pionen unterscheiden. Der RICH ist dazu mit Gas gefüllt, durch das die Lichtgeschwindigkeit verringert wird.

#### Electromagnetic Calorimeter
Das Elektromagnetische Kalorimeter (EMCal) ist in beiden Armen der äußerste Detektor. Es besteht aus insgesamt acht Sektoren, zwei davon sind Bleiglaskalorimeter (PbGl), die anderen sechs sind Blei-Szintillator-Sandwich-Kalorimeter (PbSc). Diese Kalorimeter dienen der Energie- und Ortsmessung von Photonen und Elektronen. Durch ihre feine Segmentierung erreichen sie dabei eine gute Orts- und Energieauflösung und ermöglichen beispielsweise, neutrale Pionen bis zu Transversalimpulsen von ca. 20 GeV/c zu messen.

### Myon-Spektrometer

#### Myon-Tracker
Die Myon-Tracker (MuTR) befinden sich längs der Strahlachse auf beiden Seiten des Kollisionspunkts. Sie öffnen sich trichterförmig nach außen. Mit Hilfe dreier Driftkammern wird in einem radialen Magnetfeld die Spurverfolgung von Myonen ermöglicht.

#### Myon-ID
An den Myon-Tracker schließt sich jeweils ein Myon-Identifikations-Detektor (MuID) an. Mit Hilfe von Absorberplatten werden Hadronen absorbiert, so dass im Detektor nachgewiesene Teilchen fast ausschließlich Myonen sind (99,9 %), die jedoch eine Mindestenergie von 1,9 GeV haben müssen, da sie sonst ebenfalls unterdrückt würden.

## Wichtige Ergebnisse
Ebenso wie die anderen RHIC-Experimente konnte PHENIX erstmals eine starke Unterdrückung (gegenüber der Erwartung aus Proton-Proton-Stößen) von Teilchen mit hohen Transversalimpulsen in Gold-Gold-Kollisionen bei höchsten Energien (200 GeV pro Nukleon) nachweisen. Diese Unterdrückung wird durch die starke Wechselwirkung hart gestreuter Partonen mit dem entstehenden dichten und heißen Materiezustand (Quark-Gluon-Plasma) erklärt. Es konnte auch gezeigt werden, dass in solchen Gold-Gold-Kollisionen einer von zwei gegenüberliegenden Teilchenjets, die durch harte Streuprozesse entstehen, mehr oder weniger verschwindet.